# ستيوارت نايلور
ستيوارت نايلور (بالإنجليزية: Stuart Naylor)‏ (6 ديسمبر 1962 في المملكة المتحدة - ) هو لاعب كرة قدم بريطاني في مركز حراسة المرمى. شارك مع منتخب إنجلترا لكرة القدم الرديف. أما مع النوادي، فقد لعب مع روشدين ودايموندز ونادي إكزتر سيتي ونادي بريستول سيتي ونادي بيتربورو يونايتد ونادي كرو ألكساندرا ووست بروميتش ألبيون ولينكولن سيتي أف سي ونادي مانسفيلد تاون.

## وصلات خارجية
- ستيوارت نايلور على موقع قاعدة بيانات كرة القدم.إي يو (الإنجليزية)
- ستيوارت نايلور على موقع Soccerbase.com (لاعب) (الإنجليزية)